# Димитрије Теодосије
Димитрије Теодосије (Δημήτριος Θεοδοσίου) венецијански штампар грчког порекла је у штампарији „Нова типографија греко-православна", или, како се понекад назива, „Славенско-Греческа типографија" почео да издаје црквене књиге на српском језику.
Стварање "нове штампарије" треба посматрати у контексту "нове политике" императрице Jелисавете Петровне из 1751. године, која се изражава у стварању Нове Србије и Славеносрбије, као и на Московском универзитету. 
У августу 1754. поднео је молбу Универзитету у Падови да се упише у књигу књижара и штампара илирског језика. Штампарија је основана 1755. уз помоћ Пана Маруција, Теодосијевог станодавца, од стране млетачких власти. Да „би отклонио неповерење српског свештенства према књигама које долазе из католичке средине", Теодосије је у импресуму наводио да су „књиге штампане у Москви, Кијеву или Санкт Петербургу", што и није било сасвим нетачно, јер су то често биле прештампане црквене књиге на грађанској ћирилици за потребе српске цркве". Публиковање српских књига добило је јачи замах од 1761. и за неких петнаест година (од 1761. до 1776.) из његове штампарије „изашло је преко педесет књига намењених Србима". После смрти Димитрија Теодосија његов наследник рођак Пане Теодосије је наставио да издаје српске књиге све негде до 1824. године.
Издавачи Димитрије и Пане Теодосије штампали су поред светих литургијских књига и световна дела првих српских просветитеља: Захарија Стефановића Орфелина, Атанасија Стојковића, Доситеја Обрадовића и Павла Соларића, као и први српски часопис „Славено-сербскиј магазин” 1768. године. Покретач и уредник часописа био је Захарије Орфелин. Нажалост, издат је само један број. Издавачка кућа Теодосијевих имала је запосленог ревизора, неку врсту уредника српских издања. Једно време уредник је биo Захарије Орфелин, а после његовог одласка у Беч у септембру 1770. године функцију ревизора куће Теодосије преузео је прво Грк Спиридон Pyђepи, а после и најобразованији књижевник свог доба Павле Соларић.
Аустријске власти су схватиле да је забрана оснивања српске штампарије контрапродуктивна јер отвара врата неконтролисаном руском утицају, а такође и пословној добити иностране (венецијанске) фирме, уместо да те приходе убере нека аустријска. Године 1770. бечком штампару Јозефу Курцбеку одобрено је монополско право на штампање српских књига. Дајући такву привилегију бечком предузетнику, који уз то није био Србин, аустријска власт је осигурала чврсту контролу над српском књижевном продукцијом. У конкурентској утакмици Курцбек је био у повољнијем положају него Теодосије, који је ипак успео да објави још неколико књига намењених Србима, и уз то монументално дело Србина Захарија Орфелина Историја Петра Перваго, намењено руским читаоцима и писано руским језиком. После смрти Димитрија Теодосија, његов наследник Пане Теодосије наставио је да издаје поред осталих и српске књиге.
Следеће године након смрти Димитрија Теодосија, основана је Руска академија.